# Yuki Yokosawa
Yuki Yokosawa (jap. 横澤由貴 Yokosawa Yuki; * 29. Oktober 1980 in Ogō, Präfektur Gunma) ist eine ehemalige japanische Judoka. Sie gewann 2004 eine olympische Silbermedaille.

## Sportliche Karriere
Die 1,53 m große Yuki Yokosawa kämpfte im Halbleichtgewicht, der Gewichtsklasse bis 52 Kilogramm. 2001 gewann sie den Titel bei den Asienmeisterschaften. Einen Monat später siegte sie auch bei den Ostasienmeisterschaften. Bei den Weltmeisterschaften 2001 in München erreichte sie das Halbfinale, nach Niederlagen gegen die Nordkoreanerin Kye Sun-hui und die Kubanerin Legna Verdecia belegte sie den fünften Platz. 2002 gewann sie mit dem japanischen Team den Titel bei den Mannschaftsweltmeisterschaften. Bei den Asienspielen 2002 in Busan belegte sie den fünften Platz. Die Weltmeisterschaften 2003 fanden in Osaka statt. Yokosawa bezwang im Viertelfinale die Deutsche Raffaella Imbriani und unterlag im Halbfinale der Französin Annabelle Euranie. Mit einem Sieg über die Britin Georgina Singleton sicherte sich Yuki Yokosawa eine Bronzemedaille.
Bei den Olympischen Spielen 2004 in Athen gewann sie im Viertelfinale gegen Georgina Singleton und im Halbfinale gegen die Kubanerin Amarilis Savón. Im Finale unterlag sie der Chinesin Xian Dongmei durch Ippon nach 1:06 Minuten. 2005 gewann Yokosawa eine Bronzemedaille bei den Asienmeisterschaften in Taschkent. Bei den Weltmeisterschaften 2005 in Kairo bezwang sie im Achtelfinale die Nordkoreanerin An Kum-ae, im Viertelfinale die Slowenin Petra Nareks und im Halbfinale die Rumänin Ioana Maria Aluaș. Im Finale traf sie erneut auf eine Chinesin, Ying Li gewann Gold vor Yokosawa. 2006 erkämpfte die Japanerin eine Bronzemedaille bei den Asienspielen in Doha.
Yokosawa hatte 2001, 2002 und 2004 bei den alljapanischen Meisterschaften gewonnen. 2007 belegte sie den zweiten Platz hinter Yuka Nishida und 2008 hinter Misato Nakamura, die dann auch beim Saisonhöhepunkt für Japan antraten.